# (8991) Solidarity
(8991) Solidarity (1980 PV1) – planetoida z pasa głównego asteroid okrążająca Słońce w ciągu 4 lat i 238 dni w średniej odległości 2,79 au. Została odkryta 6 sierpnia 1980 roku w Europejskim Obserwatorium Południowym. Nazwa planetoidy oznacza dosłownie Solidarność. Została nadana w celu upamiętnienia solidarności ludzi na całym świecie z ofiarami i tymi, którzy przeżyli ataki terrorystyczne na Nowy Jork 11 września 2001 roku. Nazwa wyraża nadzieję na eliminację terroryzmu na świecie. Została nadana trzy tygodnie po tych wydarzeniach wspólnie z (8990) Compassion i (8992) Magnanimity.